# Amigos absolutos
Amigos absolutos (Absolute Friends) es una novela del novelista británico John le Carré con primera edición en diciembre de 2003. Con ella, este escritor, especializado en temas relacionados con los servicios secretos británicos y estadounidenses, vuelve a poner el dedo en la llaga de las turbias relaciones que mantienen los servicios secretos de las potencias democráticas con elementos turbios de diversos países. Esta novela ha sido duramente criticada por los gobiernos del Reino Unido y de los Estados Unidos.

## Sinopsis
Ted Mundy nació en Pakistán el día en el que este país alcanzaba su independencia. Es hijo de un militar británico. Sasha, su amigo absoluto es hijo de un pastor luterano originario de la antigua República Democrática Alemana que había huido a Occidente. A lo largo de más de cincuenta años se producirán los encuentros y reencuentros entre estos dos amigos: como estudiantes en Berlín en la época de las revoluciones de finales de los años 1960, en el mundo del espionaje en el momento más álgido de la Guerra fría a finales de los años 1970, y por último en el momento más reciente, en un mundo en el que verdad y mentira, justicia e injusticia se solapan de tal modo que resulta difícil distinguir una cosa de la otra.
- Datos: Q3614232